# 第五代朗斯代尔伯爵休·劳瑟
第五代朗斯代尔伯爵休·劳瑟（Hugh Lowther, 5th Earl of Lonsdale，1857年1月25日—1944年4月13日）是一位英國貴族，人称“勋爵爷”或“黄伯爵”，堪称当时世界上最著名的英国勋爵。作为一无所有而任性的小儿子，他从来没料到会成为继承人。离开伊顿后，他加入巡回马戏团巡演一年，曾到过美国，一连几个月捕猎水牛。他甚至还将继承权卖掉筹资做贩牛生意。在他生意失败后，家族理事购回继承权并允许其在劳瑟居住。1882年，年仅25岁的他就继承长兄的头衔及庄园。他与女演员莉莉·朗格特雷及罗兰·卡梅伦的风流韵事惊动维多利亚女王建议其暂时离开英国，以平息丑闻。于是他随极地考察队前往艰苦的北极地区。在考察中100多位向导丧命，但他成功归来，自此成为英雄和名人，一直活到87岁辞世。